# Region Nordwest (Little League Baseball World Series)
Die Region Nordwest ist eine von zehn Regionen in den Vereinigten Staaten, welche Teilnehmer an die Little League Baseball World Series, das größte Baseball-Turnier für Jugendliche, entsendet. Die Region Nordwest nimmt schon seit 1957 an diesem Turnier teil (Siehe: Region West 1957–2000). Als 2001 das Teilnehmerfeld verdoppelt wurde, wurde die Region Nordwest von der Region West abgelöst.

## Teilnehmende Staaten

Teilnehmer der Region Nordwest

In dieser Region nehmen sechs US-Staaten teil:
- Alaska
- Idaho
- Oregon
- Washington

Von 2002 bis 2006 hat Hawaii ebenfalls in der Region Nordwest teilgenommen, zu dieser Zeit war Wyoming in der Region West vertreten. 2001 war Colorado ebenfalls in der Region Nordwest eingeteilt, wechselte dann aber in die Region Südwest.
Nach der Little League World Series 2021 war geplant, dass Montana und Wyoming in die neue Region Mountain wechseln. Die Region Mountain würde eine von zwei neugeschaffenen Regionen sein. Der Wechsel sollte mit der Erweiterung der LLWS von 16 auf 20 Mannschaften zusammen stattfinden. Diese Erweiterung wurde eigentlich für das Jahr 2021 geplant, wurde aber durch die COVID-19-Pandemie auf das Folgejahr 2022 verschoben.

## Regionale Meisterschaften
Die jeweiligen Gewinnermannschaften der regionalen Meisterschaften sind in grün markiert. In der Liste sind auch die ehemaligen Teilnehmer aufgeführt.
| Jahr | Alaska                                        | Colorado                                      | Hawaii                                        | Idaho                                         | Montana                                       | Oregon                                        | Washington                             | Wyoming                      |
| ---- | --------------------------------------------- | --------------------------------------------- | --------------------------------------------- | --------------------------------------------- | --------------------------------------------- | --------------------------------------------- | -------------------------------------- | ---------------------------- |
| 2001 | Gastineau Channel East LL Juneau              | Academy LL Colorado Springs                   | nahm ab 2002 teil                             | Coeur d’Alene LL Coeur d’Alene                | Billings Big Sky LL Billings                  | West Salem LL Salem                           | Bainbridge Island LL Bainbridge Island | Laramie LL Laramie           |
| 2002 | Gastineau Channel East LL Juneau              | Wechselte in die Region Südwest               | Waipio LL Waipahu                             | Coeur d’Alene LL Coeur d’Alene                | Mount Sentinel LL Missoula                    | Parrish LL Salem                              | Mill Creek LL Mill Creek               | Wechselte in die Region West |
| 2003 | Dimond-West LL Anchorage                      |                                               | Pearl City LL Pearl City                      | East Boise American LL Boise                  | Boulder- Arrowhead LL Billings                | Murrayhill LL Beaverton                       | Richland National LL Richland          |                              |
| 2004 | Dimond-West LL Anchorage                      |                                               | Kihei LL Kīhei                                | West Valley LL Eagle                          | Missoula Southside LL Missoula                | Murrayhill LL Beaverton                       | Redmond North LL Redmond               |                              |
| 2005 | Dimond-West LL Anchorage                      |                                               | West Oahu LL Ewa Beach                        | Northwest Ada LL Boise                        | Heights National LL Billings                  | Murrayhill LL Beaverton                       | Chehalis LL Chehalis                   |                              |
| 2006 | Dimond-West LL Anchorage                      |                                               | Wechselte in die Region West                  | North Boise LL Boise                          | Missoula Southside LL Missoula                | Murrayhill LL Beaverton                       | Kent LL Kent                           | Laramie LL Laramie           |
| 2007 | Dimond-West LL Anchorage                      |                                               |                                               | North Boise LL Boise                          | Missoula Southside LL Missoula                | Lake Oswego LL Lake Oswego                    | Kent LL Kent                           | Laramie LL Laramie           |
| 2008 | Dimond-West LL Anchorage                      |                                               |                                               | North Boise LL Boise                          | Boulder- Arrowhead LL Billings                | Murrayhill LL Beaverton                       | Mill Creek LL Mill Creek               | Laramie LL Laramie           |
| 2009 | Sitka LL Sitka                                |                                               |                                               | Post Falls LL Post Falls                      | Boulder- Arrowhead LL Billings                | Parrish LL Salem                              | Mercer Island LL Mercer Island         | Laramie LL Laramie           |
| 2010 | Gastineau Channel LL Juneau                   |                                               |                                               | North Boise LL Boise                          | Boulder- Arrowhead LL Billings                | Murrayhill LL Beaverton                       | Auburn LL Auburn                       | Laramie LL Laramie           |
| 2011 | Abbott-O-Rabbit LL Anchorage                  |                                               |                                               | Lewiston LL Lewiston                          | Big Sky LL Billings                           | Bend South LL Bend                            | North Bothell LL Bothell               | Laramie LL Laramie           |
| 2012 | Gastineau Channel LL Juneau                   |                                               |                                               | Post Falls LL Post Falls                      | Boulder-Arrowhead LL Billings                 | Gresham National LL Gresham                   | Mercer Island LL Mercer Island         | Cody LL Cody                 |
| 2013 | Abbott-O-Rabbit LL Anchorage                  |                                               |                                               | Coeur d’Alene LL Coeur d’Alene                | Billings Big Sky LL Billings                  | Lake Oswego LL Lake Oswego                    | Eastlake LL Sammamish                  | Cody LL Cody                 |
| 2014 | Knik LL Eagle River                           |                                               |                                               | Lewiston LL Lewiston                          | Boulder-Arrowhead LL Billings                 | Bend North LL Bend                            | Lynnwood Pacific LL Lynnwood           | Cody LL Cody                 |
| 2015 | Gastineau Channel LL Juneau                   |                                               |                                               | West Valley LL Eagle                          | Boulder-Arrowhead LL Billings                 | Wilshire/Riverside LL Portland                | Cascade LL Vancouver                   | Gillette LL Gillette         |
| 2016 | Abbott-o-Rabbit LL Anchorage                  |                                               |                                               | North Boise LL Boise                          | Mount Sentinel LL Missoula                    | Bend North LL Bend                            | Lynnwood Pacific LL Lynnwood           | Laramie LL Laramie           |
| 2017 | Ketchikan LL Ketchikan                        |                                               |                                               | Lewiston LL Lewiston                          | Mount Sentinel LL Missoula                    | La Grande LL La Grande                        | Walla Walla Valley LL Walla Walla      | Gillette LL Gillette         |
| 2018 | Gastineau Channel LL Juneau                   |                                               |                                               | Coeur d’Alene LL Coeur d’Alene                | Boulder-Arrowhead LL Billings                 | Murrayhill LL Beaverton                       | West Seattle LL Seattle                | Gillette LL Gillette         |
| 2019 | Sitka LL Sitka                                |                                               |                                               | Coeur d’Alene LL Coeur d’Alene                | Billings Heights National LL Billings         | Sprague LL Salem                              | North Bothell LL Bothell               | Gillette LL Gillette         |
| 2020 | Nicht ausgetragen wegen der COVID-19-Pandemie | Nicht ausgetragen wegen der COVID-19-Pandemie | Nicht ausgetragen wegen der COVID-19-Pandemie | Nicht ausgetragen wegen der COVID-19-Pandemie | Nicht ausgetragen wegen der COVID-19-Pandemie | Nicht ausgetragen wegen der COVID-19-Pandemie |                                        |                              |
| 2021 | Knik LL Eagle River                           |                                               |                                               | West Valley LL Eagle                          | Boulder American LL Billings                  | Lake Oswego LL Lake Oswego                    | Eastlake LL Sammamish                  | Cody LL Cody                 |

## Resultate der Little League World Series

### Nach Jahr
| Jahr | Mannschaft                                    | Stadt                                         | Klassierung                                   | W-L                                           |
| ---- | --------------------------------------------- | --------------------------------------------- | --------------------------------------------- | --------------------------------------------- |
| 2001 | Bainbridge Island LL                          | Bainbridge Island                             | Gruppenphase                                  | 1–2                                           |
| 2002 | Waipio LL                                     | Ewa Pearl City                                | Gruppenphase                                  | 2–1                                           |
| 2003 | National LL                                   | Richland                                      | Gruppenphase                                  | 0–3                                           |
| 2004 | North LL                                      | Redmond                                       | Gruppenphase                                  | 1–2                                           |
| 2005 | Oahu LL                                       | Ewa Beach                                     | Weltmeister                                   | 6–0                                           |
| 2006 | Murrayhill LL                                 | Beaverton                                     | 3. Platz (geteilt)                            | 3–2                                           |
| 2007 | Lake Oswego LL                                | Lake Oswego                                   | US Halbfinale                                 | 2–2                                           |
| 2008 | Mill Creek LL                                 | Mill Creek                                    | US Halbfinale                                 | 2–2                                           |
| 2009 | Mercer Island LL                              | Mercer Island                                 | Gruppenphase                                  | 0–3                                           |
| 2010 | Auburn LL                                     | Auburn                                        | Gruppenphase                                  | 3–2                                           |
| 2011 | Big Sky LL                                    | Billings                                      | 3. Platz (geteilt)                            | 3–1                                           |
| 2012 | Gresham National LL                           | Gresham                                       | Runde 1                                       | 0–3                                           |
| 2013 | Eastlake LL                                   | Sammamish                                     | US Halbfinale                                 | 3–2                                           |
| 2014 | Lynnwood Pacific LL                           | Lynnwood                                      | Runde 2                                       | 1–2                                           |
| 2015 | Wilshire/Riverside LL                         | Portland                                      | Runde 1                                       | 0-3                                           |
| 2016 | Bend North LL                                 | Bend                                          | Runde 1                                       | 1-2                                           |
| 2017 | Walla Walla Valley LL                         | Walla Walla                                   | Runde 1                                       | 1-2                                           |
| 2018 | Coeur d’Alene LL                              | Coeur d’Alene                                 | Runde 1                                       | 0-2                                           |
| 2019 | Sprague LL                                    | Salem                                         | Runde 1                                       | 1-2                                           |
| 2020 | Nicht ausgetragen wegen der COVID-19-Pandemie | Nicht ausgetragen wegen der COVID-19-Pandemie | Nicht ausgetragen wegen der COVID-19-Pandemie | Nicht ausgetragen wegen der COVID-19-Pandemie |
| 2021 | Eastlake LL                                   | Sammamish                                     | Runde 2                                       | 1-2                                           |
| 2021 | Lake Oswego LL                                | Lake Oswego                                   | Runde 2                                       | 1-2                                           |

 Stand nach den Little League World Series 2021

### Nach Staat
| Staat      | Nordwest Meisterschaften | W-L an den LLWS | %    |
| ---------- | ------------------------ | --------------- | ---- |
| Washington | 10                       | 13–22           | .371 |
| Oregon     | 6                        | 8–16            | .333 |
| Hawaii     | 2                        | 8–1             | .889 |
| Montana    | 1                        | 3–1             | .750 |
| Idaho      | 1                        | 1–2             | .333 |
| Alaska     | 0                        | 0–0             | –    |
| Wyoming    | 0                        | 0–0             | –    |
| Colorado   | 0                        | 0–0             | –    |
| Gesamt     | 20                       | 32-42           | .432 |

*Wegen der COVID-19-Pandemie lud Little League International keine internationalen Mannschaften zur Little League World Series 2021 ein. Stattdessen wurden die zwei höchstplatziertesten Mannschaften jeder Region qualifiziert.

 Stand nach den Little League World Series 2021 / kursiv = ehemalige Teilnehmer